# Ouaoula
Ouaoula (en àrab واولى, Wāwlà; en amazic ⵡⴰⵡⵍⴰ) és una comuna rural de la província d'Azilal, a la regió de Béni Mellal-Khénifra, al Marroc. Segons el cens de 2014 tenia una població total de 24.790 persones.